# ステファン・ガヴリル
ȘtefanIulius Gavril （1989年7月17日ブラショフ生まれ）は、 800メートルからハーフマラソンまでの距離を競うルーマニアの長距離ランナーです。
Gavrilは、5Kランと10Kランのロードレースの2つのイベントでルーマニアの全国記録保持者です。 
彼はニースコートダジュールアスリートのアスリートです。 
実際、ルーマニアからの最高のパフォーマー。

## バイオグラフィー
2003年に彼は家族と一緒にイタリアに移り、キックボクシングと武道から始めました。 2011年に彼はBestFighterワールドカップ（キックボクシング）で優勝しましたが、その後数年で彼はランニングへの情熱を見出しました。 2013年に彼はトリノで彼の最初の大会を開催しました。 6か月後、彼は再びウメオに移り、一貫してトレーニングを開始しました。彼はウメオ大学で政治学と国際関係を学びました。彼は2013年から2014年までIFKUmeåのメンバーでした。  
その後、彼はニースコートダズールアスレチズムに立候補するために移動しました。 2016年以降、彼はすべてのパフォーマンスを改善し 、2019年12月にピークに達し、10Kランでルーマニアの新記録を達成しました。彼は2020年2月にその偉業を別の全国記録で追った。モナコでのレースで、彼は5Kランの公式タイム14:06を記録しました。  

彼は、バレンシア10Kでのトップ10のフィニッシュを含む、ヨーロッパ周辺の多くのイベント     彼はモナコ5Kでの偉業を再現し 、優勝者が新しい世界記録を樹立した非常に速い大会でした。彼は2019年のフォールドフランスハーフマラソンの優勝者です。      

## 個人記録
- 1000 m-2：29.02（2015）
- 1500 m-3：52.09（2017）
- 3000メートル-8：16.49（2020）
- 5 km-14：06 NR （2020）
- 10 km- NR （2019） [22]

## 国際大会
| 年   | 大会                 | 会場                   | 結果 | 種目                  | 補足     |
| ---- | -------------------- | ---------------------- | ---- | --------------------- | -------- |
| 2017 | Balkan Championships | Novi Pazar, Serbia     | 6th  | 1500 m                | 3:56.93  |
| 2017 | Balkan Championships | Novi Pazar, Serbia     | 4th  | 3000 m                | 8:34.15  |
| 2018 | Balkan Championships | Botosani, Romania      | 5th  | 10km cross-country    | 30:12    |
| 2018 | Balkan Championships | Botosani, Romania      | 2    | 10km Team Competition |          |
| 2019 | European Cup 10,000m | London, United Kingdom | 2nd  | 10,000 m              | 29:33.44 |
| 2020 | Balkan Championships | Zagreb, Croatia        | 4th  | HM                    | 1h07:11  |